# فيبي كاري
فيبي كاري (بالإنجليزية: Phoebe Cary)‏ هي كاتِبة وشاعرة أمريكية، ولدت في 4 سبتمبر 1824 في سينسيناتي في الولايات المتحدة، وتوفيت في 31 يوليو 1871 في نيوبورت في الولايات المتحدة بسبب التهاب كبدي.

## وصلات خارجية
- فيبي كاري على موقع الموسوعة البريطانية (الإنجليزية)